# Sonya Thomas

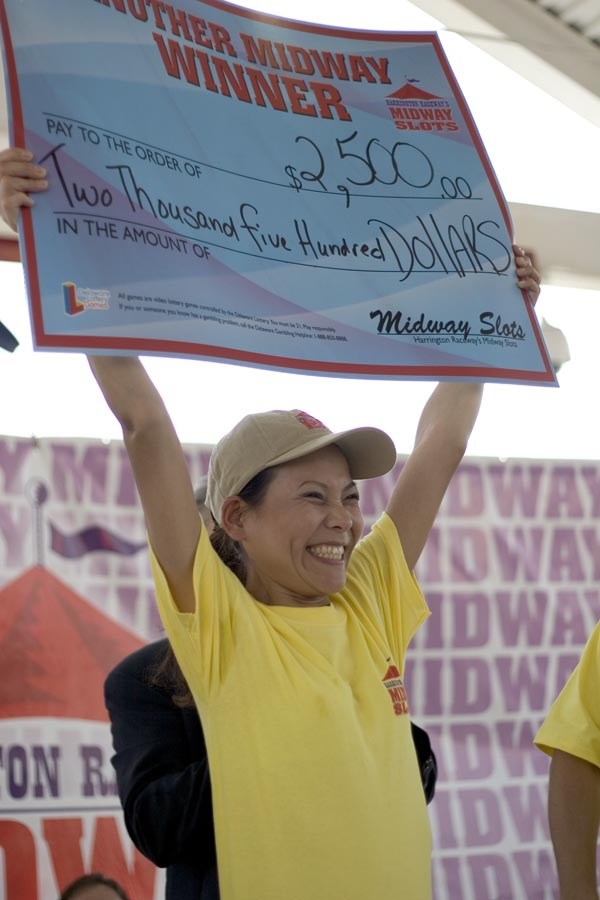
Sonya Thomas tijdens de Midway Slots Crabcake-eetwedstrijd in 2005

Sonya Thomas (geboren op 26 juli 1967 als Lee Sun-Kyung), ook bekend onder haar bijnaam "The Black Widow" en "The Leader of the Four Horsemen of the Esophagus", is een in Zuid-Korea geboren Amerikaanse competitieve eter uit Alexandria (Virginia). Thomas trad in 2003 toe tot de International Federation of Competitive Eating en bereikte snel de top van de ranglijst hoewel ze amper 45 kg weegt.
Haar bijnaam "The Black Widow" verwijst naar haar vermogen om regelmatig mannen vier tot vijf keer haar grootte te verslaan. Hoewel haar maag slechts iets groter is dan normaal is haar magere bouw misschien haar grootste voordeel. Haar maag kan gemakkelijker uitzetten omdat deze niet is omgeven door de ring van vet die veel voorkomt bij andere grote eters. Ze behaalde (wereld)records in meer dan vijfentwintig eetwedstrijden.
Om in vorm te blijven eet Thomas slechts een maaltijd per dag met veel groene groenten en vers fruit en vermijdt ze altijd junkfood. Ze oefent vijf keer per week door twee uur op een schuine loopband te lopen. Thomas bezoekt ook regelmatig all-you-can-eat-buffetten in restaurants als training. De dag voor de wedstrijd vast ze om haar eetlust te versterken.